# 郡場寛
郡場 寛（こおりば かん、Kwan Koriba、1882年（明治15年）9月6日 - 1957年（昭和32年）12月15日）は、日本の植物生理生態学者。理学博士。旧姓白戸。

## 経歴
青森市浪打新町（現：栄町）にて津軽藩士の家に生まれる。父直世は酸ヶ湯温泉の開発者で、同地で温泉宿を経営。母フミ（旧姓三上）は薬草を中心に八甲田山の植物を採取して標本を作り、全国の大学や研究機関に送った功績がある。
1900年、青森県第一中学校（現在の青森県立弘前高等学校）を卒業。同年、旧津軽藩時代の旧姓郡場に改姓。第二高等学校を経て、1907年、東京帝国大学理科大学植物学科卒業。同大学院で三好学に師事し、生長現象と外部環境の関連など植物生理学の研究を行う。1909年10月から東京帝国大学副手（1913年11月まで）。1912年12月、東京帝国大学にて理学博士号を取得。1913年、東北帝国大学農科大学（現：北海道大学農学部）講師となる。1915年、同教授に就任。
1917年、京都帝国大学理学部植物学教室創設顧問として京都帝大に移る。1918年から1920年まで欧米に留学、特にライプツィヒ大学で研究する。1920年に帰国して京都帝国大学植物生理生態学講座担当の初代教授を務める。1921年から京都府立植物園初代園長を兼任。1924年から1941年まで学術研究会議会員。この間、1929年にはジャワ島を、1932年には欧州・南米・中米・北米などを、1940年には満洲・内蒙古・中華民国を視察。1941年、京都帝国大学理学部長に就任。
1942年9月に定年退官。同年11月から陸軍司政長官としてマレー軍政監部総務部に勤務。それに伴ってシンガポールに赴任し、昭南植物園（日本占領時のシンガポール植物園）園長ならびに昭南博物館（日本占領時のラッフルズ博物館）館長を兼任。第二次世界大戦中はイギリス人の元園長ホルタムや副園長コーナーが日本軍によって投獄されるのを阻止し研究を続行させた他、日本軍による園内樹木の伐採に激しく抵抗、徳川義親と共に植物園を戦火から守ることに尽力、日英の科学者たちの交流に貢献して、戦後『ネイチャー』誌に取り上げられた。ホルタムが戦前から品種改良を行っていた蘭は、戦後に独立シンガポールの国花となったが、ホルタムのこの研究を戦時下に続行させたのも郡場だった。ホルタムは自分の研究を完成させた恩人として郡場の名を挙げて感謝した。現地の職員と人夫は郡場のことをマレー語でオラン・ヤン・バイ・サカリ（ORANG YANG BAIK SAKALI, 「真の紳士」の意味）と呼んでいたとコーナーは伝えている。郡場はまた百人一首の愛好家で、昭南の地にもカルタを持参して総ての歌を諳んじ、折に触れて口ずさみ、また横笛の名手で昭南の夜空に吹いては故郷を偲んでいたといわれる。
1945年8月の日本敗戦に伴って、同年9月11日、ジュロン島の連合軍捕虜収容所に入る。このときコーナーたちは郡場の釈放を英軍司令部に願い出たが、郡場は敢えて同胞と共に収容所に留まることを希望。コーナーは「私の心を激しく打ったのは勝った日本人科学者の思い遣りや寛大さと言うより、敗けてもなお、これだけ立派で、永久に後世に受け継がれてゆく業績を残した彼らの偉大さであった。敗残者はいまや勝利者である敵性人の心に大いなる勝利の印を刻みつけた。敗けてなお勝つとはこういうことを言うのだ」と回想している。
シンガポール時代に准将の位を授与される。
1946年1月に日本へ帰国。1948年8月、京都大学名誉教授となる。1954年2月、弘前大学第2代学長に就任。青森県人として初の同大学長となる。弘前大学では農学部の創設などに尽力。青森県文化財保護協会初代会長などを歴任。弘前大学学長在任中、同大の公舎にて入浴中に倒れ、翌日に死去。享年75。大学葬の後、遺言により遺骨は八甲田山頂に散骨された。正三位、勲一等瑞宝章を授けられた。
植物学者としては、日本に初めて生物測定学を導入。木原均や今村駿一郎、小清水卓二など門人多数。著書に『中等新植物教科書』（冨山房、1937年）、『植物の形態』（岩波書店、1951年）、『植物生理生態』（養賢堂、1953年）、On Paleodictyon and Fossil Hydrodictyon（1939年）など。没後、1958年に『郡場寛先生遺稿集』が郡場寛先生遺稿集刊行会から上梓された他、『生物学閑話─郡場寛博士との対談』全4巻（木原均編集）が1962年から1970年にかけて廣川書店から刊行された。

## 栄典
- 1943年（昭和18年）5月1日 - 従三位[7]

## 関連文献
- E・J・H・コーナー『思い出の昭南博物館─占領下シンガポールと徳川侯』（中公新書、1982年）
- 戸川幸夫『昭南島物語』上下（讀賣新聞社、1990年）
- Kwan Koriba: Botanist and Soldier (Joseph Arditti, Gardens' bulletin, Singapore 第 42 巻  U.S. Government Printing Office, 1989, p.16)
- The Orchids of Peninsular Malaysia and Singapore（著者: Gunnar Seidenfaden、 Jeffrey J. Wood, Richard Eric Holttum, 1992年）
- The Garden's Bulletin, Singapore 第 42 巻 (Joseph Arditti, U.S. Government Printing Office, 1989 - p.17)